# 普魯士紋章
普魯士國家是從條頓騎士團國發展而來的。條頓騎士團最初的旗幟是白旗上的黑色十字。1229年，神羅皇帝腓特烈二世授予他們使用神聖羅馬帝國黑鷹的權利。這種“普魯士鷹”一直是普魯士的國徽，直到1947年普魯士被盟軍徹底廢除。

## 中世紀條頓騎士團

条顿骑士团大团长的纹章
皇家普鲁士的纹章
普魯士公國 1525–1633 年，帶有老西吉斯蒙德一世的字母“S”
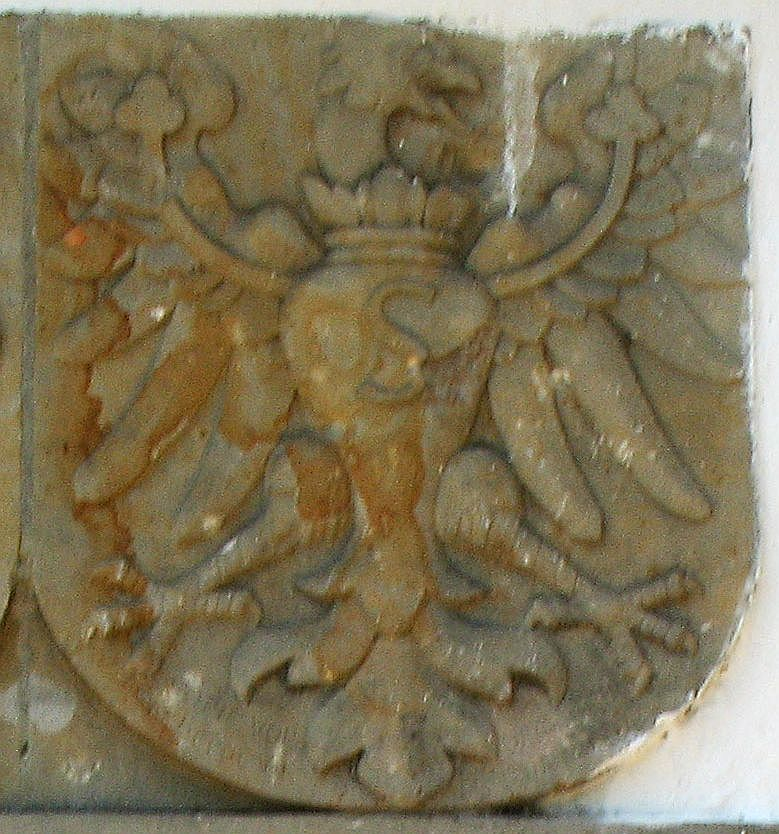
1545 年普魯士公国的纹章

## 普魯士王國

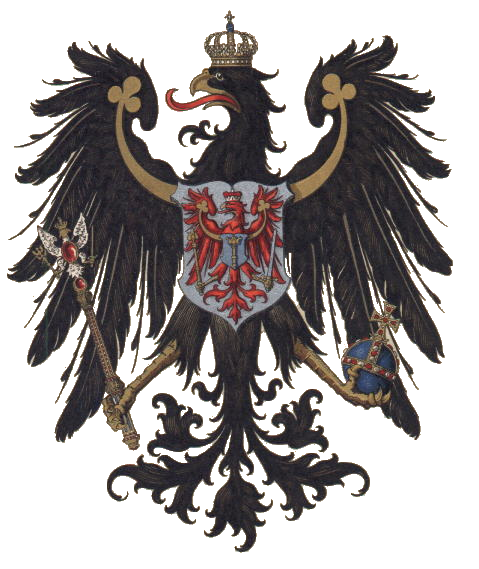
1686年勃蘭登堡選帝侯的小纹章
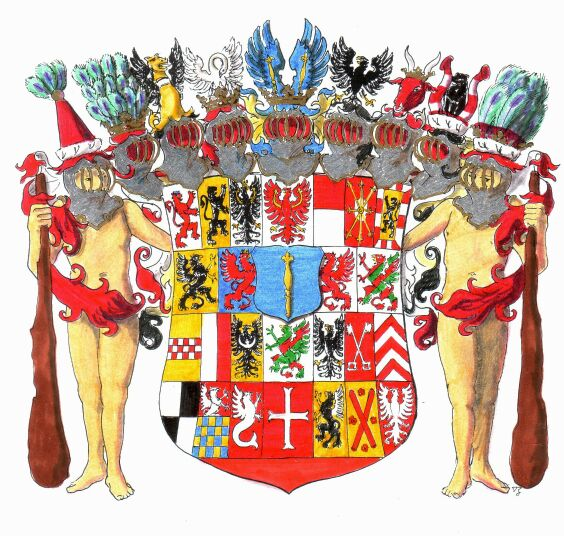
1686 年勃蘭登堡選帝侯的紋章
1702年普鲁士的纹章
1709年後的木刻皇家武器

1701年1月27日，腓特烈一世更名為勃蘭登堡選侯。勃蘭登堡選侯的舊纹章描繪了白色背景上的一隻紅色鷹。從今以後，普魯士鷹，現在已加冕，胸前有“FR”（Fridericus Rex，即國王腓特烈），被放置在盾牌上的一個帶有25個季度的盾牌上，而不是選舉權杖。所有的頭盔都為一頂王冠讓路。
野人——來自日耳曼和凱爾特神話中的代表“野獸之王”或“綠人”的人物——手持普魯士的纹章可能取自波美拉尼亞或丹麥的纹章。他們還被視為不倫瑞克、柯尼斯堡和荷蘭城鎮安盧、貝倫、卑爾根奧普茲姆、格羅德、哈維爾特、斯海爾托亨博斯、奧斯特赫塞倫、斯萊恩、斯內克、弗里斯和祖伊德沃爾德的纹章支持者。自16世紀初以來，一個野男人和一個野女人一直持有圖林根州施瓦茨堡公國和安特衛普市的盾牌。自1365年以來，卑爾根的印章中就包括了兩個野男人和一個野女人。
1701年2月11日的一項法令在普魯士的盾徽上放置了一頂王冠。國王下令仿照法國和丹麥的例子，將整體放置在皇家涼亭上。
當奧蘭治親王和英格蘭國王威廉三世於1702年3月19日去世時，國王下令將公國的纹章放在他的盾牌上。這是為了支持他作為繼承人的主張，儘管奧蘭治-拿騷家族的弗里斯蘭分支也聲稱這一點。
1708年，腓特烈·宣布，他將把梅克倫堡公爵的宿舍置於普魯士的纹章中，以強調他對梅克倫堡-什未林和梅克倫堡-施特雷利茨的公爵領地消亡的權利。儘管梅克倫堡-施特雷利茨提出抗議，但約瑟夫一世皇帝還是在1712年10月批准了腓特烈·。這個設計經過兩次正式修改，但此後沒有發生根本性的改變。
選舉權杖在選舉帽下有自己的盾牌。在盾牌周圍，有36個方格（包括Veere-Vlissingen和Breda），出現了黑鷹勳章，頂部戴著一頂皇冠頭盔。野人舉著普魯士和勃蘭登堡的旗幟，在展館後面升起了普魯士的旗幟，仿效法國的歐瑞芬。座右銘上帝與我們同在出現在基座上。
早在腓特烈·一世統治期間，纹章中的“哥特式”普魯士鷹與大多數硬幣和軍用標准上更自然地描繪且經常飛翔的鷹之間就存在顯著差異。

普魯士王國國徽
1790年小纹章
1873年中纹章
1873年大纹章
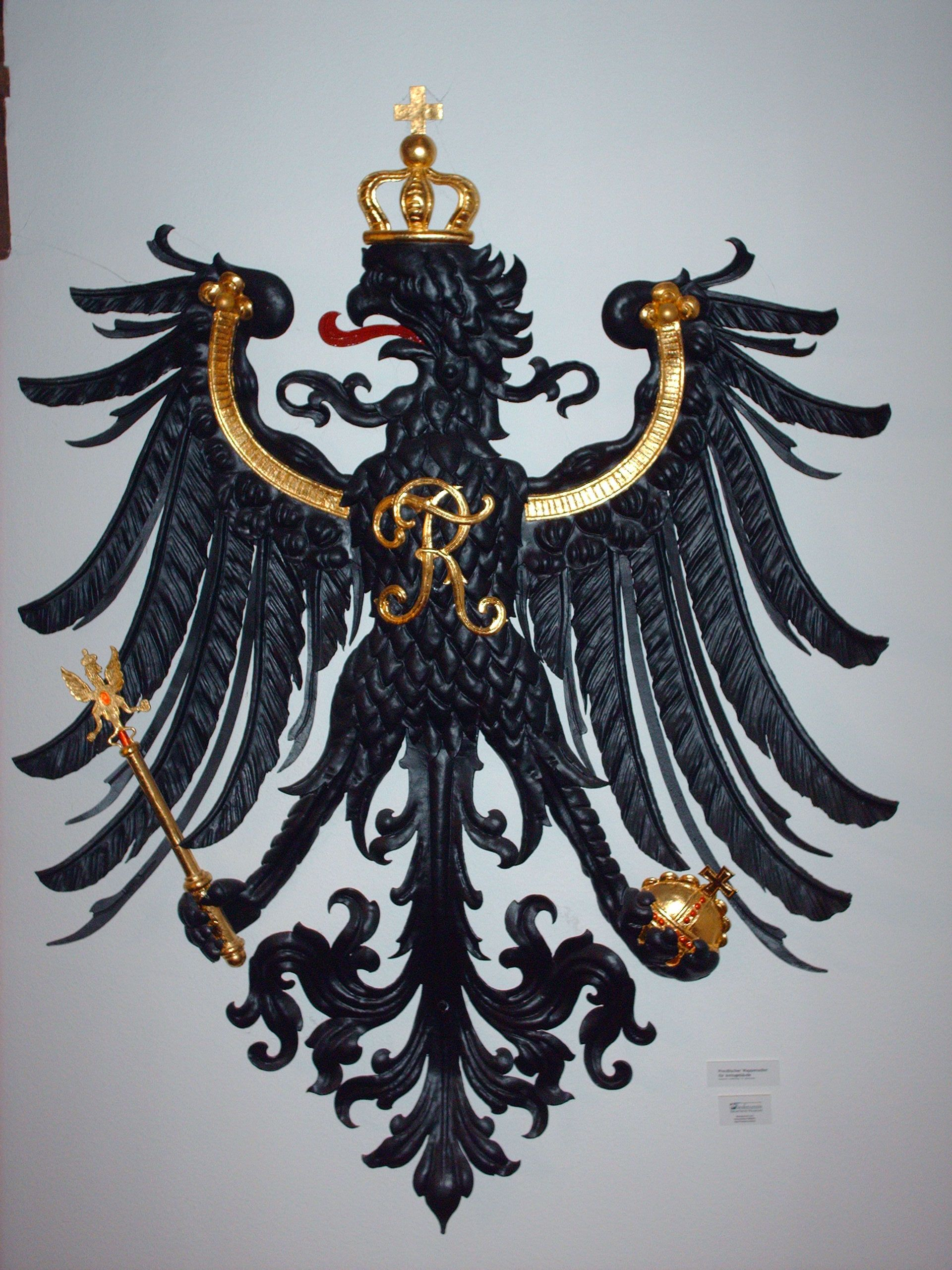
1815年普鲁士的纹章

腓特烈·威廉一世於1713年2月25日跟隨他的父親登上王位。根據Ströhl的說法，他給了老鷹一個權杖和一個球體。儘管奧蘭治公國被法國占領，但他與弗里斯蘭拿騷達成協議。除了奧蘭治的纹章外，他還於1732年7月29日正式添加了Veere和Vlissingen。國王還將東弗里西亞添加到他的纹章中，聲稱以防王子在沒有繼承人的情況下死去。在36個方格中出現了第四個盾牌。
腓特烈二世於1740年5月31日成為國王。在查理六世去世後，他宣稱擁有西里西亞公國，並向查理的女兒和繼承人奧地利的瑪麗亞·特蕾莎宣戰，從而開始了西里西亞戰爭。1786年8月17日，腓特烈二世跟隨他的侄子腓特烈·威廉二世。腓特烈·威廉二世於1791年繼承了霍亨索倫家族的法蘭克分支（安斯巴赫和拜羅伊特）。然而，出於經濟原因，官方印章沒有改變.
腓特烈·威廉三世於1797年11月16日即位，並於1804年7月3日更換了纹章。法國的拿破崙一世對德國進行了重組，因此有必要進行更改。為西里西亞創建了一個新的盾牌，盾牌有42個方格。弗蘭肯血統的紅鷹勳章也被添加在盾牌周圍。
拿破崙倒台後，普魯士在萊茵河和薩克森獲得了廣闊的領土。因此，1817年1月9日頒布了新的纹章。四分之一的數量增加到48個，包括威斯特伐利亞和下薩克森的馬。盾牌的數量減少到四個：普魯士的黑鷹，勃蘭登堡的紅鷹而不是權杖，紐倫堡的伯爵領（雖然割讓給巴伐利亞）和霍亨索倫本身。
然後發布了所謂的“中間臂”：具有相同的四個孔罩和十個四分之一的盾牌，分別用於西里西亞、萊茵蘭、波森、薩克森、波美拉尼亞、馬格德堡、於利希-克莱沃-貝格和威斯特伐利亞。這裡被黑鷹騎士團包圍，由兩個拿著棍棒的野人守住。
1790年代硬幣上已經使用的小型纹章也被合法化了。1849年12月7日，1840年7月7日跟隨其父的腓特烈·威廉四世吞併了霍亨索倫-西格馬林根和霍亨索倫-黑興根的施瓦本血統。
腓特烈·威廉四世於1861年1月2日跟隨他的兄弟威廉一世。他於1864年1月11日通過結合紐倫堡和霍亨索倫的盾徽改變了纹章。在1864年第二次石勒蘇益格戰爭和1866年七周戰爭之後，普魯士吞併了石勒蘇益格、荷爾斯泰因、漢諾威、黑森-卡塞爾）和拿騷。普魯士國王威廉一世於1871年1月18日在德意志統一期間成為德意志皇帝。普魯士王國成為新成立的德意志帝國的主要國家。
威廉於1873年8月16日頒布新的纹章。四分之一的數量再次為48個，帶有三個孔罩。增加了霍亨索倫家族勳章和普魯士王冠勳章。座右銘被放置在展館的圓頂上。
1873年的中間臂更清楚地顯示了石勒蘇益格-荷爾斯泰因、漢諾威和黑森-卡塞爾的加入以及馬格德堡和於利希-克莱沃-貝格的移除所帶來的變化。

普魯士王國（1871-1914 年）的國徽，威廉二世时期

## 普魯士自由邦
隨著1918年霍亨索倫家族的垮台，普魯士王國被魏瑪共和國內的普魯士自由邦繼承。新的普魯士纹章描繪了一隻黑鷹，以比紋章更自然的風格展示。雖然是納粹德國的一部分，但自由州的纹章描繪了一隻黑鷹，比以前更加風格化，但不是以紋章的方式，帶有一個卍字和從1933年開始的短語。1935年納粹德國取消了普魯士政府的所有權力。

屬於魏瑪共和國的普魯士自由邦的纹章（1918-33 年）
1933年纳粹掌权后普魯士自由邦的纹章（1918-33 年）

## 普魯士的文化遺產
1947年，二戰結束，德国战败，普魯士國被盟軍废除，其纹章也因此失效。
薩克森-安哈爾特的纹章中有一隻白底黑鷹，代表普魯士的薩克森省。普魯士鷹也出現在薩克森-安哈爾特的萨尔茨兰县以及前阿舍斯萊本-斯塔斯福特的纹章中。

一隻紅底黑鷹出現在波蘭的瓦爾米亞-馬祖里省的紋章中，這對應於曾經東普魯士的南部。

德國薩克森-安哈爾特的纹章
萨尔茨兰县的纹章
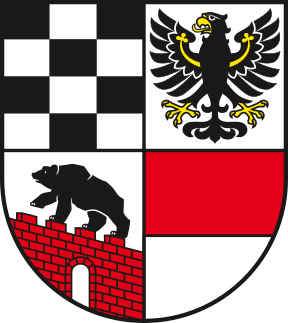
阿舍斯萊本-斯塔斯福特的纹章，1995-2007年
波蘭瓦爾米亞-馬祖里省的紋章